# ニコラス・ロフタス (初代ロフタス子爵)

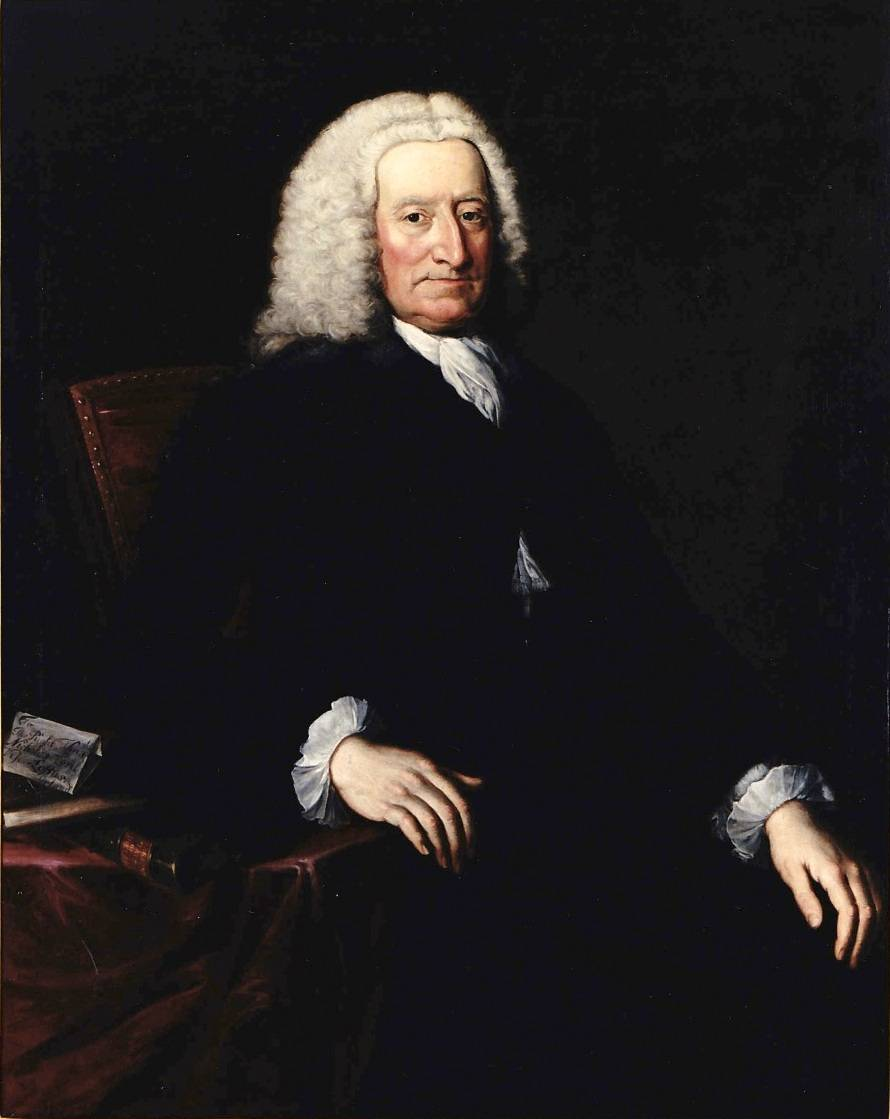
初代ロフタス子爵

初代ロフタス子爵ニコラス・ロフタス（英語: Nicholas Loftus, 1st Viscount Loftus PC (Ire)、1687年頃 – 1763年12月31日）は、アイルランド王国の貴族、政治家。

## 生涯
ヘンリー・ロフタス（Henry Loftus、1636年頃 – 1716年）と2人目の妻アン・クルーカーン（Anne Crewkern、ヘンリー・クルーカーンの娘）の息子として、1687年頃に生まれた。
1710年から1713年までフェサード選挙区の、1713年から1715年までクロンマインズ選挙区の、1715年から1751年までウェックスフォード・カウンティ選挙区の代表としてアイルランド庶民院議員を務めた後、1751年10月5日にロフタス・ホールのロフタス男爵に叙され、11月7日にアイルランド貴族院議員に正式に就任した。その後、1753年10月18日にアイルランド枢密院の枢密顧問官に任命され、1756年7月19日にはイーリーのロフタス子爵に叙された。
1763年12月31日にダブリンで死去、長男ニコラスが爵位を継承した。

## 家族
1706年4月以降にアン・ポンソンビー（Anne Ponsonby、初代ダンキャノン子爵ウィリアム・ポンソンビーの娘）と結婚、下記の子女を儲けた。
- メアリー（1779年没）
- アン（1768年11月10日没）
- エリザベス（1747年6月没） - 初代準男爵ジョン・トッテナムと結婚、初代イーリー侯爵チャールズ・ロフタスを儲けた
- ニコラス（1708年 – 1766年） - 第2代ロフタス子爵、初代イーリー伯爵
- ヘンリー（1709年 – 1783年） - 第4代ロフタス子爵、初代イーリー伯爵

その後、レティシア・ローリー（Letitia Rowley、1765年7月19日没、サー・ジョン・ローリーの娘）と再婚したが、2人の間に子供はいなかった。
また、庶子を2人儲けている。
- エドワード（英語版）（1742年頃 – 1818年） - アイルランド庶民院議員。1768年、準男爵に叙される
- ニコラス